# Jean-Antoine Louis
Pour les articles homonymes, voir Louis.
Jean-Antoine Louis, dit Louis du Bas-Rhin, né 10 mars 1742 à Bar-le-Duc, mort le 19 août 1796 à Paris, est un homme politique de la Révolution française.

## Biographie
La monarchie constitutionnelle, mise en application par la constitution du 3 septembre 1791, prend fin à l'issue de la journée du 10 août 1792 : les bataillons de fédérés bretons et marseillais et les insurgés des faubourgs de Paris prennent le palais des Tuileries. Louis XVI est suspendu et incarcéré, avec sa famille, à la tour du Temple. 
En septembre 1792, Jean-Antoine Louis, alors administrateur du Bas-Rhin, est élu député du département, le cinquième sur neuf, à la Convention nationale. 
Il siège sur les bancs de la Montagne. Lors du procès de Louis XVI, il vote la mort et rejette l'appel au peuple et le sursis à l'exécution de la peine. En avril 1793, il est absent lors du scrutin sur la mise en accusation de Jean-Paul Marat. En mai, il est également absent lors du scrutin sur le rétablissement de la Commission des Douze.
Le 9 mars 1793, Louis est envoyé en mission, aux côtés de Jean-Adam Pflieger (député du Haut-Rhin), dans les départements du Haut-Rhin et du Bas-Rhin afin d'y accélérer la levée en masse. Le 30 avril, il est envoyé en mission auprès de l'armée du Rhin. 
Le 13 octobre 1793, de retour à la Convention, il est élu membre du Comité de sûreté générale, auquel il siège encore après la chute de Robespierre. Il en sort le 15 vendémiaire an III (le 6 octobre 1794). 
Le 9 prairial an III (28 mai 1795), une semaine après l'insurrection du 1er prairial (le 20 mai), Benoît-Louis Gouly (député de l'Isle-de-France) réclame le décret d'arrestation contre tous les anciens membres des comités de gouvernement de l'an II. Jean-Antoine Louis initialement compris dans le décret est élargi sur motion de Joseph Nicolas Pierret (député de l'Aube). 
Sous le Directoire, en brumaire an IV (octobre 1795), Jean-Antoine Louis est réélu député et siège au Conseil des Cinq-Cents. Il meurt au cours de son mandat. 